# (32877) 1993 FU73
1993 FU73 (asteroide 32877) é um asteroide da cintura principal. Possui uma excentricidade de 0.15801520 e uma inclinação de 2.08469º.
Este asteroide foi descoberto no dia 21 de março de 1993 por UESAC em La Silla.